# Bachodur Kodirow
Bachodur Kodirow (tadż. Баходур Кодиров; ur. 3 maja 1994) – tadżycki zapaśnik walczący w stylu wolnym. Zajął szesnaste miejsce na mistrzostwach świata w 2019.
Zajął piąte miejsce na igrzyskach azjatyckich w 2014 i dwunaste w 2018. Piąty na mistrzostwach Azji w 2019 i 2021. 
Srebrny medalista młodzieżowych igrzysk olimpijskich z 2010. Drugi na mistrzostwach Azji juniorów w 2014 i pierwszy wśród kadetów w 2011 roku.